# Jordi Menéndez i Pablo
Jordi Menéndez i Pablo (Barcelona, 13 de març de 1956) és un polític i gestor públic català.

## Inicis
Va néixer el 1956 a Barcelona. Viu a Sant Cugat del Vallès des de fa molts a anys. Casat amb tres filles.
Primers estudis a escola Virtèlia i de batxillerat a l'Institut Menéndez Pelayo. Va entrar a l'escoltisme a l'A. Escolta Pere Tarrés de la confraria de l'escola. Més tard serà educador-cap a l'Agrupament escolta del Casal de Montserrat de MEGSJC. Serà també membre d'Agermanament des d'on participarà en la lluita antifranquista (Assemblea de Catalunya, Marxa de la Llibertat, Taula de Joves de Catalunya…). S'afilià al MSC, i el 1974 ingressarà a Convergència Socialista de Catalunya (CSC) i després del procés d'unificació, el 1978 al PSC. Va obtenir la Llicenciatura en Ciències de l'Educació en la Universitat Autònoma de Barcelona (UAB) l'any 1979, i anys més tard, 2006, el Diploma en “Funció Gerencial de les Administracions Públiques” a ESADE.

## Trajectòria professional i política
Inicia la seva trajectòria professional com a Director de la Fundació Pública Municipal d'escoles bressol de l'Ajuntament de Sant Cugat del Vallès, on serà fins a l'any 1983. Serà gerent del Patronat Municipal de Guarderies de l'Ajuntament de Barcelona (1983-1987). El 1987 passarà ser coordinador de l'Àrea d'Educació de la Diputació de Barcelona. A les eleccions municipals de 1987 sortí escollit regidor de Sant Cugat del Vallès, també ha estat membre de la Comissió de Transferències Estat-Generalitat(1983-1988, i 1993-1994), i primer secretari del PSC a Sant Cugat del Vallès. Fou elegit diputat a les eleccions al Parlament de Catalunya de 1988
Va ser durant del 1988 al 1993, director general de Coordinación y Alta Inspección al Ministeri d'Educació d'Espanya. Cap del Gabinet Tècnic de la Delegació del Govern a Catalunya, del 1994 a 1996. Posteriorment ha estat professor, després director de Psicologia i Psicopedagogia de la divisió iberoamericana de la Universitat Oberta de Catalunya (UOC) (2000-2003). Fou conseller de la Corporació Catalana de Ràdio i Televisió i vocal del Patronat de La Marató de TV3 (1996-2005), director general de Difusió Corporativa, director general de Relacions Externes (2006-2008), i secretari general adjunt de la Presidència del Govern de la Generalitat de Catalunya. Des del gener de 2011 es cap de l'Oficina de l'expresident de la Generalitat, José Montilla.